# Les Casetes (Castellví de la Marca)
Les Casetes, també conegut com les Casetes del Pujol, és un barri de masies, la majoria disseminades, situat a un quilòmetre al sud-est de la Múnia, nucli principal del municipi de Castellví de la Marca.
Està compost per les masies de Cal Sec, Cal Tòfol, Cal Curt, Cal Pujolet, Ca l'Agustí, Cal Reus, Cal Jutori, Cal Castanyo, Cal Mingo, Cal Cases, Cal Pujol, Cal Gibert, Cal Xic Favet, Cal Siniaire, Cal Jaume Sec, Cal Pau Vies, Celler Jansà, Cal Pontonenc i uns pocs habitatges de construcció recent.
Aquest nucli de població tenia 99 habitants censats el 2005.